# Jelena Slavna
Jelena Slavna (? – 8. listopada 976.) bila je hrvatska kraljica te supruga kralja Mihajla Krešimira II. (949. – 969.).

## Životopis
Navodno je podrijetlom iz najmoćnije zadarske patricijske obitelji Madijevaca za što međutim nema potvrda u izvorima. Bila je omiljena u hrvatskom narodu i poznata kao Jelena Slavna. Nakon smrti svoga supruga, kralja Mihajla Krešimira II. 969. godine vladala je kao regentkinja u ime malodobnog sina Stjepana Držislava.
Prema kronici splitskog kroničara Tome Arhiđakona (1200. – 1268.), dala je sagraditi dvije crkve u Solinu: Crkvu svetog Stjepana, koja je služila kao grobnica hrvatskih kraljeva i crkvu Blažene Djevice Marije na Gospinu otoku koja je bila korištena kao krunidbena bazilika do ranih 70-ih godina 11. stoljeća. Nakon smrti 976. godine, pokopana je u atriju crkve Svetoga Stjepana zajedno sa suprugom, a još u 13. stoljeću solinski su benediktinci obilježavali spomen na nju.

## Sarkofag i nadgrobni natpis
Dana 28. kolovoza 1898. godine arheolog don Frane Bulić (1846. – 1934.) pronašao je pokraj današnje solinske crkve Gospe od Otoka temelje negdašnje starohrvatske bazilike (trobrodna bazilika s četverokutnim stupovima, veličine 23 x 10 m), a u njezinu predvorju sarkofag i nadgrobni natpis kraljice Jelene, razbijen u devedeset komada. Don Frane Bulić rekonstruirao je, uz veliku pomoć Josipa Barača i dr. Ivana Križanića na sarkofagu uklesani latinski epitaf, koji glasi:
| Izvorni navod: »(in hoc) (t)UMULO Q(ui)ESCIT HELENA FAMO(sa) (quae fui)T UX(o)R MIHAELI REGI MATERQ(ue) STEFANI R(egis) (pacemque) (obt)ENUIT REGNI. VIII IDUS M(ensis) OCT(obris) (in pac)E HIC OR(dinata) FUIT AN(no) AB INCARNA(tione) (Domini) DCCCCLXXVI IND. IV CICL(o) L(un) V. (ep) XVII (ciclo sol) V LUN. V. (conc)URRENTE VI. ISTAQ(ue) VIVENS FU(it) REGN(i) MATER FUIT PUPILOR(um) TUTO(rque) VIDUAR(um) ICQUE ASPICIENS VIR ANIME DIC MISERERE DEUS.«(Nadgrobni epitaf kraljice Jelene) | Hrvatski prijevod: »U ovom grobu počiva glasovita Jelena koja je bila žena kralju Mihajlu, a majka Stjepana kralja. Ona se odreče kraljevskog sjaja dneva osmoga mjeseca listopada. I bi ovdje pokopana 976. godine od utjelovljenja Gospodnjeg indikcije četvrte petoga cikla mjesečeva, sedamnaeste epakte, petoga kruga sunčanoga koji pada sa šestim. Gle, ovo je ona, koja je za života bila majka kraljevstva, a zatim postala majkom siročadi i zaštitnicom udovica. Ovamo pogledavši, čovječe reci: Bože smiluj joj se duši!«(Nadgrobni epitaf kraljice Jelene) |

Ovaj natpis od velikog je značaja za hrvatsku povijest. Epitaf kraljice Jelene potvrdio je točnost drugog povijesnog pisanog izvora (Tome arhiđakona iz 13. stoljeća) o kraljevskim grobnicama u Solinu i posvjedočio vrijeme gradnje kraljičine zadužbine na mjestu otkrivene crkve sv. Stjepana. Osim toga, otkrivena su tri kraljevska imena (Jelena, Mihajlo Krešimir i Stjepan Držislav), čime su riješena neka nepotpuna mjesta u rodoslovlju hrvatske dinastije Trpimirovića.

## Ostavština
Tisućita obljetnica Gospe od Otoka slavila se povodom tisućite obljetnice smrti hrvatske kraljice Jelene, koja je to svetište sagradila u Solinu. Od Uskrsa pa sve do rujna 1976. svake nedjelje hodočastilo je u Solin, u svetište Gospe od Otoka, 3000 do 6000 ljudi, kako kada. Na završnoj svečanosti, 11. i 12. rujna, u Solinu bilo je od 80.000 do 100.000 vjernika.
Imenom kraljice Jelene danas se u Zadru naziva Perivoj kraljice Jelene Madijevke.

### Članci
- D.S. Iv. 1976. Nekoliko podataka sa starih ploča i listova. Crkva u svijetu. Sveučilište u Splitu - Katolički bogoslovni fakultet. Split. 11 (3): 197–200

## Vanjske poveznice
- [neaktivna poveznica]
- Muzej hrvatskih arheoloških spomenika Split